# 真清晰政治
真清晰政治是美国一家总部位于伊利诺伊州芝加哥市的政治新闻与民调数据聚合网站，其前身由原期权操盘手约翰·麦坎迪尔（John McIntyre）与广告代理业务企划汤姆·贝文（Tom Bevan）于2000年建立。

### 脚注
1. ↑  中文译名参考自《中国日报》报道《美国中期选举重点提前看!》。

### 出典
1. ↑  . DomainTools.   [2019-10-23]. （原始内容存档于2020-07-03）.
2. ↑  . RealClearPolitics.   [2019-10-23]. （原始内容存档于2021-04-17）.